# Lista över linfärjor i Finland
| Namn                 | Kommun                  | Vägnummer                | Rutt                                            |
| -------------------- | ----------------------- | ------------------------ | ----------------------------------------------- |
| Alassalmifärjan      | Vaala                   | förbindelseväg 8820(fi)  | Manamansalo-Ule träsks västra strand            |
| Arvinsalmifärjan     | Rääkkylä Libelits       | regionalväg 482(fi)      | Tutjunniemi (Libelits) - Rasisaari (Rääkkylä)   |
| Barösundsfärjan      | Ingå                    | förbindelseväg 1104      | Barölandet-Orslandet                            |
| Bergöfärjan          | Malax Korsnäs           | förbindelseväg 6732      | Bergö-Bräckskäret                               |
| Björköfärjan         | Brändö, Åland           | landskapsväg 840         | Lappo-Björkö                                    |
| Embarsundsfärjan     | Föglö                   | landskapsväg 730         | Finholma–Jyddö                                  |
| Eskilsöfärjan        | Kaskö, Närpes           | lokalväg 17065           | Eskilsö-Kaskös centrum                          |
| Hanhivirtafärjan     | Enonkoski               | regionalväg 471(fi)      | Hanhivirta                                      |
| Haveröfärjan         | Pargas                  | regionalväg 180          | Prostvik-Haverö (privat)                        |
| Hirvisalmifärjan     | Juuka                   | förbindelseväg 15828     | Hirvisaari-fastlandet                           |
| Hämmärönsalmifärjan  | Nådendal                | förbindelseväg 1890(fi)  | Airismaa-Aaslaluoto                             |
| Hätinvirtafärjan     | Puumala                 | förbindelseväg 15123     | Hätinniemi-Niinisaari                           |
| Högsarfärjan         | Pargas                  | förbindelseväg 12019     | Nagu-Högsar                                     |
| Högsårafärjan        | Kimitoön                | -                        | Kaxskäla-Högsåra (privat)                       |
| Karhusalmifärjan     | Ruokolahti              | -                        | Mietinsaari - fastlandet (Äitsaari)             |
| Keistiöfärjan        | Pargas                  | förbindelseväg 12230(fi) | Iniö-Keistiö                                    |
| Kellofärjan          | Pudasjärvi              | -                        | på Anttilavägen över Ijo älv (privat)           |
| Kietäväläfärjan      | Puumala                 | förbindelseväg 15176(fi) | Viljakansaari-Partalansaari på Saimen           |
| Kivimofärjan         | Pargas                  | förbindelseväg 12003     | i Houtskär på Skärgårdens ringväg               |
| Koivukantafärjan     | Nyslott                 | förbindelseväg 15358     | Koivukanta-Kesamonsaari                         |
| Kokkilafärjan        | Salo                    | förbindelseväg 1835(fi)  | Kimitoön                                        |
| Kongonsaarifärjan    | Nyslott                 |                          | Pellossaari-Kongonsaari (privat)                |
| Kortesalmifärjan     | Kuopio                  | förbindelseväg 16344     | Vaajasalo-fastlandet                            |
| Kuparovirtafärjan    | Mikkeli                 | förbindelseväg 15147     | Hirvensalo-fastlandet                           |
| Kyläniemifärjan      | Ruokolahti, Taipalsaari | förbindelseväg 14866     | Kyläniemi-fastlandet                            |
| Käldöfärjan          | Pargas                  | -                        | Nagu-Käldö (privat)                             |
| Lamposaarifärjan(fi) | Villmanstrand           | förbindelseväg 14826     | Muukonniemi-Lamposaari                          |
| Laukansaarifärjan    | Nyslott                 | -                        | Ruunavuori-Laukansaari (privat)                 |
| Mossalafärjan        | Pargas                  | förbindelseväg 12003     | i Houtskäri på Skärgårdens ringväg              |
| Palvafärjan          | Nådendal                | förbindelseväg 1931(fi)  | Teersalo-Palva                                  |
| Pellingefärjan       | Borgå                   | förbindelseväg 1552      | Pellinge-fastlandet                             |
| Pettufärjan          | Salo                    | -                        | Ulkoluoto-Pettu (privat)                        |
| Pikkaralafärjan(fi)  | Uleåborg                | -                        | Pikkarala-Lapinkangas(fi) på Ule älv            |
| Puutossalmifärjan    | Kuopio                  | förbindelseväg 5730      | Puutossalmi                                     |
| Rongonsalmifärjan    | Puumala                 | förbindelseväg 15170     | Rongonsalmi Viljakansaari-Lieviskä              |
| Räisäläfärjan        | Kemijärvi               | förbindelseväg 9452      | Räisälä-Haaparanta                              |
| Saverkeitfärjan      | Pargas                  | förbindelseväg 12005     | Houtskär-Saverkeitti                            |
| Seglingefärjan       | Kumlinge                | landskapsväg 800/820     | Snäckö-Seglinge                                 |
| Simskälafärjan       | Vårdö                   | landskapsväg 680         | Sandö-Simskäla                                  |
| Skagenfärjan(fi)     | Pargas                  | förbindelseväg 12230     | Iniö-Jumo                                       |
| Skåldöfärjan         | Raseborg                | förbindelseväg 1002      | Degerö-Skåldö                                   |
| Tappuvirtafärjan     | Nyslott, Varkaus        | regionalväg 468(fi)      | Ahvensalmi (Tappuniemi)-Viljolahti (Uittoniemi) |
| Töftöfärjan          | Sund/Vårdö              | landskapsväg 2/670       | Prästö (Sund)-Töftö (Vårdö)                     |
| Varjakkafärjan       | Uleåsalo                | -                        | Varjakansaari-fastlandet                        |
| Vartsalafärjan       | Gustavs                 | regionalväg 192(fi)      | Kivimaa-Vartsala                                |
| Velkuanmaafärjan     | Nådendal                | förbindelseväg 12246     | Palva-Velkuanmaa                                |
| Vånofärjan           | Pargas                  | förbindelseväg 12027     | Våno - Mielisholm                               |
| Ängösundslinjen      | Lumparland/Vårdö        | landskapsväg 390/694     | Lumparland-Ängö                                 |
| Öjenfärjan           | Pargas                  | förbindelseväg 12020     | Lillandet-Ön                                    |